# إلين إستس
إلين إستس (بالإنجليزية: Ellen Estes)‏ هي لاعبة كرة الماء أمريكية، ولدت في 13 أكتوبر 1978 في بورتلاند في الولايات المتحدة.

## وصلات خارجية
- إلين إستس على موقع الاتحاد الدولي للسباحة (الإنجليزية)
- إلين إستس على موقع قاعة مشاهير السباحة الأمريكية (الإنجليزية)
- إلين إستس على موقع اللجنة الأولمبية الدولية (الإنجليزية)
- إلين إستس على موقع أوليمبيديا (الإنجليزية)